# Lac du Lou
Lac du Lou is een bergmeer in Les Belleville, in het Franse departement Savoie. Het bevindt zich op 2005 meter boven zeeniveau en is 7,6 hectare groot. Door het meer stroomt de Torrent du Lou, een zijriviertje van de Doron de Belleville. Het bevindt zich op zo'n 3 à 4 kilometer van zowel Les Menuires als Val Thorens, die deel uitmaken van het megawintersportgebied Les 3 Vallées.
In de zomermaanden kunnen wandelaars het meer verkennen vanaf Les Menuires, Val Thorens of tijdens meerdaagse wandelingen door het hooggebergte. In de wintermaanden is het meer bereikbaar vanaf Les Menuires of Val Thorens met sneeuwschoenen of tourski's. Off-pisteskiërs kunnen er geraken vanaf Pointe de la Masse, Boismint of Cime de Caron. Bij de uitloop is een berghut gevestigd, de Refuge du Lac du Lou. 